# Sardegna mia
I Barrittas  è il secondo album in studio del gruppo musicale italiano I Barrittas, pubblicato nel 1966.

## Tracce
1. Sardegna mia
2. Arizona
3. Filo di seta
4. Rhonda aiuto
5. Su e giù
6. Sa pacchia
7. Desu ammigusu
8. Mi appartieni ancora
9. Gambale twist
10. Gennargentu
11. Ho bisogno di te
12. Me seu fattu ai sposu

## Edizioni
- 1966 - Sardegna mia (Fonotil, LP66, LP)